# هوه غاك
هوه غاك (هانغل: 허각) (من مواليد 15 نوفمبر 1984) في إنتشون، كوريا الجنوبية. هو مغن كوري جنوبي بدأ مسيرته الفنية عام 2010.

## وصلات خارجية
- هوه غاك على موقع ميوزك برينز (الإنجليزية)

- الموقع الإلكتروني